# Tofsbarbett
Tofsbarbett (Trachyphonus vaillantii) är en fågel i familjen afrikanska barbetter inom ordningen hackspettartade fåglar.

## Utbredning och systematik
Tofsbarbett delas in i två underarter:
- Trachyphonus vaillantii suahelicus – förekommer i norra och centrala Angola och Kongo-Kinshasa till Tanzania och västra Moçambique
- Trachyphonus vaillantii vaillantii – förekommer i södra Angola, nordöstra Namibia till Botswana, Moçambique och östra Sydafrika

## Status och hot
Arten har ett stort utbredningsområde, men tros minska i antal, dock inte tillräckligt kraftigt för att den ska betraktas som hotad. Internationella naturvårdsunionen IUCN listar arten som livskraftig (LC).

## Namn
Fågelns vetenskapliga artnamn hedrar François Levaillant (1753-1824), fransk ornitolog, upptäcktsresande och samlare av specimen.

## Bildgalleri

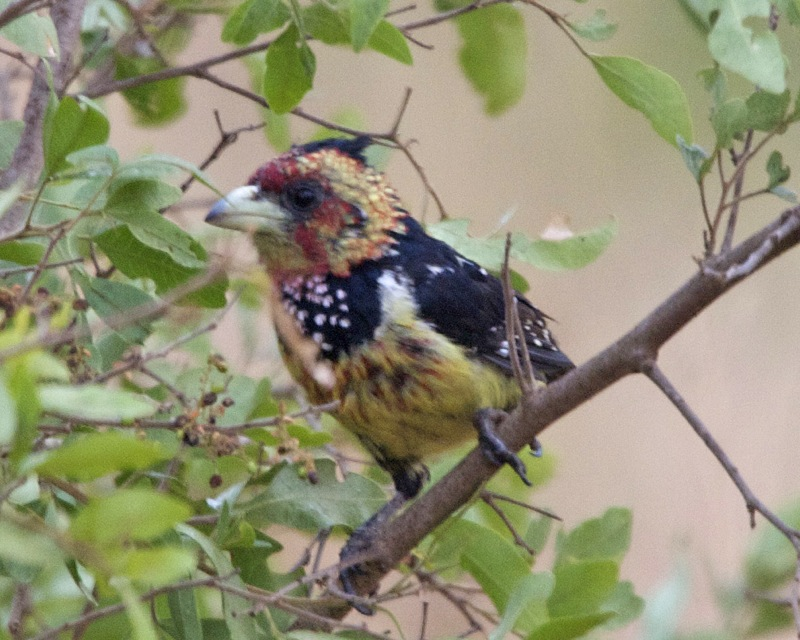
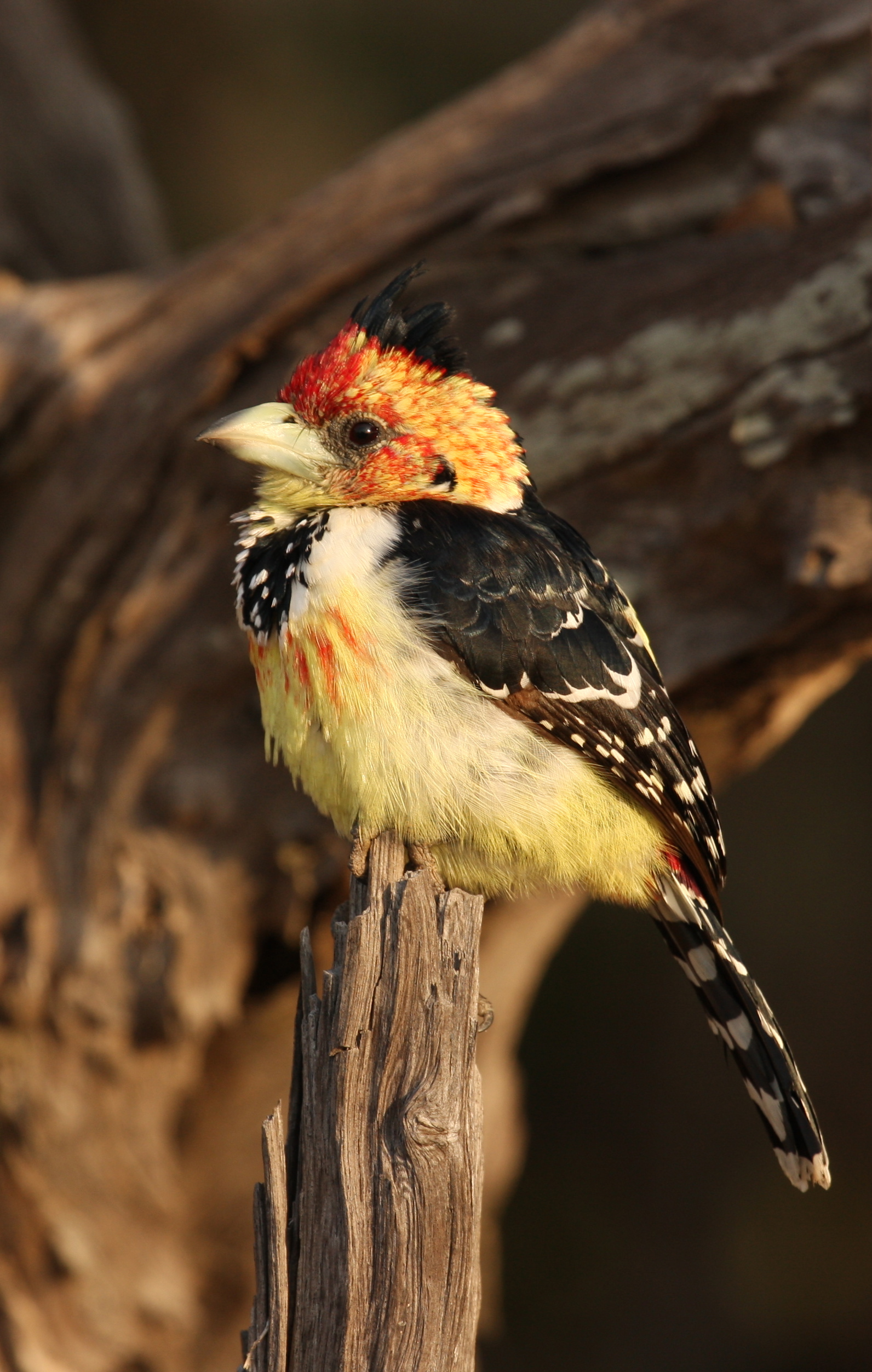
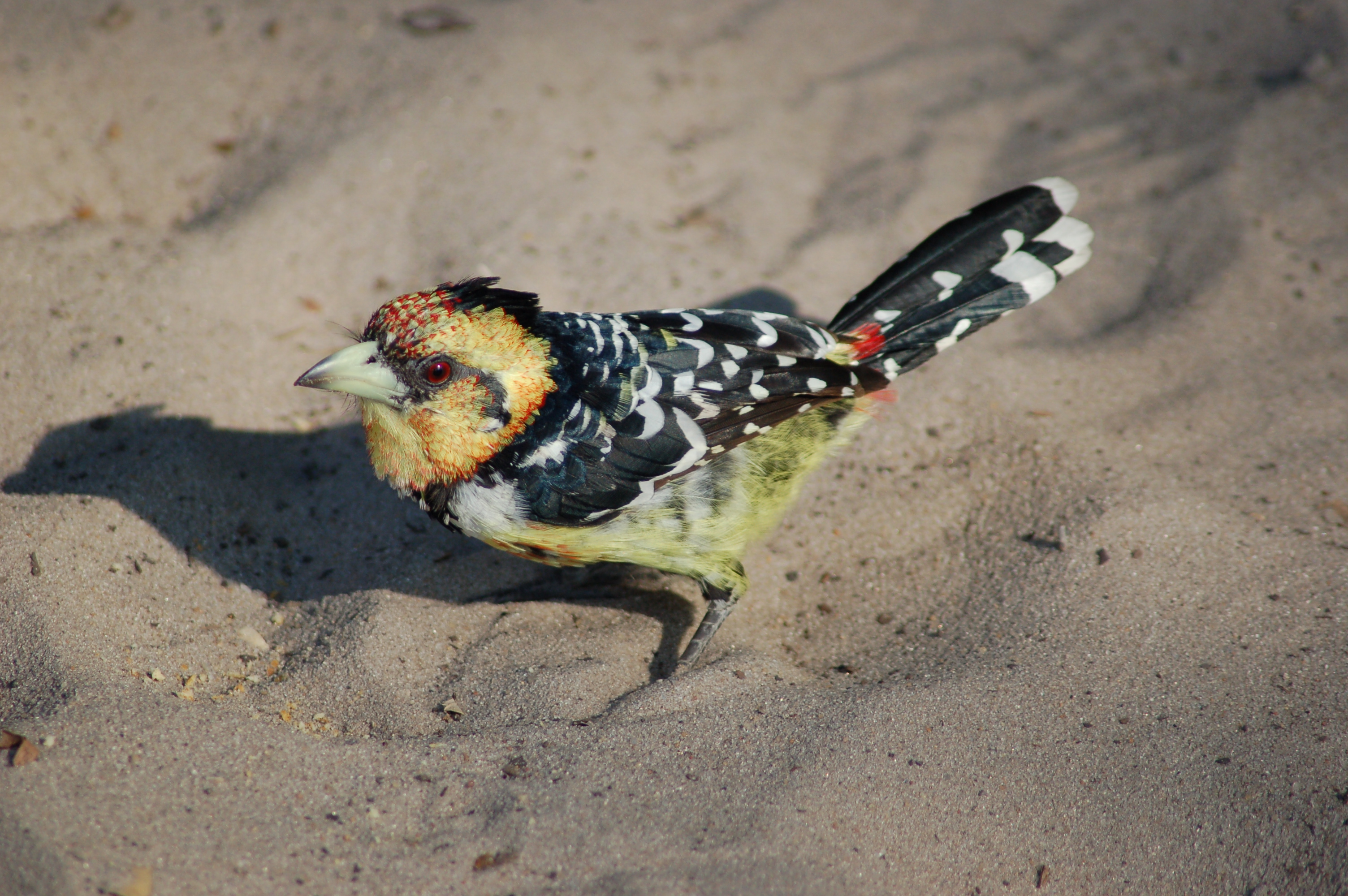